# Gisela Dulko
Gisela Dulko (Buenos Aires, 1985. január 30. –) egykori páros világelső, év végi páros világbajnok (2010), kétszeres Grand Slam-tornagyőztes, Hopman-kupa-győztes, háromszoros olimpikon, visszavonult argentin hivatásos teniszezőnő.
Anyai ágról magyar származású. Junior korában párosban három Grand Slam-tenisztornát nyert meg: 2000-ben a US Opent, 2001-ben Wimbledont, 2002-ben az Australian Opent. 2001–2012 közötti pályafutása során egyéniben négy, párosban tizenhét WTA-tornát nyert. Legnagyobb sikerét 2011-ben érte el, amikor Flavia Pennettával az oldalán megnyerte a párost az Australian Openen. Egyéniben az első WTA-győzelmét Budapest Grand Prix-n szerezte 2007-ben. A világranglistán egyéniben a legjobb helyezése a huszonhatodik volt. Párosban összesen 24 hétig világelsőnek mondhatta magát, amit főleg a Flavia Pennettával elért sikereknek köszönhet, közösen tizenegy WTA-címet gyűjtöttek össze. 2012-ben honfitársa, Paola Suárez volt a páros partnere, akivel a londoni olimpián az éremszerzés volt a céljuk, végül azonban az első fordulóban kiestek. 2000–2009 között szerepelt Argentína Fed-kupa-válogatottjában.
2011 júliusában férjhez ment Fernando Gagóhoz, a Real Madrid argentin középpályásához. 2012. november 18-án bejelentette, hogy nem folytatja profi pályafutását. 2013. június 10-én született gyerekük, Mateo.

## Junior Grand Slam-döntői

### Páros

#### Győzelmei (3)
| Év   | Helyszín        | Borítás | Partner              | Ellenfelek a döntőben                   | Eredmény a döntőben |
| 2000 | US Open         | Kemény  | María Emilia Salerni | Kapros Anikó Christina Wheeler          | 3–6, 6–2, 6–2       |
| 2001 | Wimbledon       | Fű      | Ashley Harkleroad    | Christina Horiatopoulos Bethanie Mattek | 6–3, 6–1            |
| 2002 | Australian Open | Kemény  | Angelique Widjaja    | Szvetlana Kuznyecova Matea Mezak        | 6-2, 5-7, 6-4       |

## Grand Slam-döntői

### Páros

#### Győzelmei (1)
| Év   | Helyszín        | Partner         | Ellenfelek a döntőben               | Eredmény a döntőben |
| 2011 | Australian Open | Flavia Pennetta | Viktorija Azaranka Marija Kirilenko | 2–6, 7–5, 6–1       |

### Vegyes páros

#### Elveszített döntői (1)
| Év   | Helyszín | Partner         | Ellenfelek a döntőben   | Eredmény a döntőben |
| 2011 | US Open  | Eduardo Schwank | Melanie Oudin Jack Sock | 6–7(4), 6–4, [8–10] |

## Eredményei Grand Slam-tornákon

### Egyéniben
| Grand Slam | Australian Open | Australian Open | Roland Garros | Roland Garros   | Wimbledon | Wimbledon       | US Open   | US Open           |
| Év         | Eredmény        | Utolsó ellenfél | Eredmény      | Utolsó ellenfél | Eredmény  | Utolsó ellenfél | Eredmény  | Utolsó ellenfél   |
| 2002       | Selejtező       | Selejtező       | Selejtező     | Selejtező       | Selejtező | Selejtező       | Selejtező | Selejtező         |
| 2003       | –               | –               | 1. kör        | G. León García  | Selejtező | Selejtező       | Selejtező | Selejtező         |
| 2004       | 1. kör          | Paola Suárez    | 3. kör        | Aszagoe Sinobu  | 3. kör    | V. Zvonarjova   | 2. kör    | Szugijama Ai      |
| 2005       | 2. kör          | M. Díaz-Oliva   | 2. kör        | Marissa Gould   | 2. kör    | F. Pennetta     | 2. kör    | Cho Yoon-jeong    |
| 2006       | 2. kör          | Nakamura A.     | 4. kör        | A-L Grönefeld   | 3. kör    | S. Brémond      | 1. kör    | J. Janković       |
| 2007       | 2. kör          | Nagyja Petrova  | 2. kör        | A. Kudrjavceva  | 1. kör    | E. Danjilídu    | 1. kör    | A. Bondarenko     |
| 2008       | 1. kör          | C. Wozniacki    | 2. kör        | Alizé Cornet    | 3. kör    | J. Gyementyjeva | 1. kör    | M. Rybáriková     |
| 2009       | 2. kör          | S. Williams     | 3. kör        | D. Cibulková    | 3. kör    | Nagyja Petrova  | 4. kör    | K. Bondarenko     |
| 2010       | 3. kör          | V. Zvonarjova   | 2. kör        | Ch. Scheepers   | 1. kör    | M. Niculescu    | 3. kör    | A. Pavljucsenkova |
| 2011       | 1. kör          | C. Wozniacki    | 4. kör        | Marion Bartoli  | –         | –               | 2. kör    | V. Azaranka       |
| 2012       | 1. kör          | M. Sarapova     | Selejtező     | Selejtező       | Selejtező | Selejtező       | –         | –                 |

### Párosban
| Grand Slam | Australian Open          | Australian Open                 | Roland Garros              | Roland Garros                              | Wimbledon              | Wimbledon                     | US Open                 | US Open                       |
| Év         | Eredmény Partner         | Utolsó ellenfél                 | Eredmény Partner           | Utolsó ellenfél                            | Eredmény Partner       | Utolsó ellenfél               | Eredmény Partner        | Utolsó ellenfél               |
| 2002       | –                        | –                               | –                          | –                                          | 1. kör Sz. Kuznyecova  | Cara Black J. Lihovceva       | –                       | –                             |
| 2003       | –                        | –                               | 2. kör Ma. E. Salerni      | L. Davenport L. Raymond                    | 1. kör Ma. E. Salerni  | M. Vento-Kabchi A. Widjaja    | 1. kör A. Harkleroad    | C. Gullickson S. Taylor       |
| 2004       | 2. kör M. Sequera        | V. Ruano Pascual Paola Suárez   | 3. kör P. Tarabini         | Sz. Kuznyecova J. Lihovceva                | 3. kör P. Tarabini     | V. Ruano Pascual Paola Suárez | 1. kör P. Tarabini      | Jen Ce Cseng Csie             |
| 2005       | 2. kör M. Vento-Kabchi   | A. Medina Garrigues Gy. Szafina | 2. kör M. Vento-Kabchi     | L. Domínguez Lino N. Llagostera Vives      | 1. kör M. Vento-Kabchi | L. Granville Janet Lee        | 3. kör M. Kirilenko     | C. Martínez V. Ruano Pascual  |
| 2006       | Negyeddöntő M. Kirilenko | L. Raymond S. Stosur            | 3. kör M. Kirilenko        | Anna Csakvetadze Jelena Vesznyina          | 1. kör Nathalie Dechy  | Maret Ani Meilen Tu           | 1. kör Ma. E. Camerin   | Emma Laine Selima Sfar        |
| 2007       | 3. kör Ma. E. Camerin    | A-L Grönefeld M. Shaughnessy    | Negyeddöntő Ma. E. Camerin | Katarina Srebotnik Szugijama Ai            | 1. kör Ma. E. Camerin  | M. Krajicek A. Radwańska      | 3. kör Ma. E. Camerin   | Corina Morariu M. Shaughnessy |
| 2008       | 1. kör Ma. E. Camerin    | M. Koritceva T. Perebijnyisz    | 1. kör Ma. E. Camerin      | N. Llagostera Vives M. J. Martínez Sánchez | 2. kör Ma. E. Camerin  | J. Makarova Selima Sfar       | 2. kör Ma. E. Camerin   | M. Eraković J. Kostanić Tošić |
| 2009       | 2. kör Roberta Vinci     | Lucie Šafářová G. Voszkobojeva  | 2. kör Szávay Ágnes        | S. Williams V. Williams                    | 2. kör Sahar Peér      | Jen Ce Cseng Csie             | 3. kör Sahar Peér       | S. Stosur Rennae Stubbs       |
| 2010       | Negyeddöntő F. Pennetta  | L. Raymond Rennae Stubbs        | Negyeddöntő F. Pennetta    | L. Huber A. Medina Garrigues               | Elődöntő F. Pennetta   | J. Vesznyina V. Zvonarjova    | Negyeddöntő F. Pennetta | Vania King J. Svedova         |
| 2011       | Győzelem F. Pennetta     | V. Azaranka M. Kirilenko        | Negyeddöntő F. Pennetta    | Sz. Mirza J. Vesznyina                     | –                      | –                             | 3. kör F. Pennetta      | S. Errani R. Vinci            |
| 2012       | 3. kör F. Pennetta       | Sz. Kuznyecova V. Zvonarjova    | 2. kör P. Suárez           | R. Voráčová K. Zakopalová                  | 1. kör P. Suárez       | I. Falconi Ch. Scheepers      | –                       | –                             |

## WTA-győzelmei

### Egyéni (4)
| Összesítés           |                        |
| Grand Slam-torna (0) |                        |
| Tier I (0)           | Premier Mandatory* (0) |
| Tier II (0)          | Premier Five* (0)      |
| Tier III (1)         | Premier* (0)           |
| Tier IV (2)          | International* (1)     |
| Tier V (0)           | Challenger* (0)        |

* 2009-től megváltozott a tornák rendszere. Challenger tornákat 2012-től rendeznek.
 Az egymás mellett azonos színnel jelölt tornatípusok között nincs teljes mértékű megfelelés.
|    | Dátum               | Torna                                            | Borítás | Ellenfél a döntőben     | Eredmény a döntőben |
| 1. | 2007. április 29.   | Budapest Grand Prix, Budapest                    | Salak   | Sorana Cîrstea          | 6–7(2), 6–2, 6–2    |
| 2. | 2007. augusztus 25. | Forest Hills Tennis Classic, Forest Hills        | Kemény  | Virginie Razzano        | 6–2, 6–2            |
| 3. | 2008. május 4.      | Grand Prix de SAR La Princesse Lalla Meryem, Fez | Salak   | Anabel Medina Garrigues | 7–6(2), 7–6(5)      |
| 4. | 2011. február 26.   | Abierto Mexicano Telcel, Acapulco                | Salak   | Arantxa Parra Santonja  | 6–3, 7–6(5)         |

### Páros (17)
| Összesítés                 |                        |
| Grand Slam-torna (1)       |                        |
| Tier I (0)                 | Premier Mandatory* (1) |
| Tier II (1)                | Premier Five* (2)      |
| Tier III (4)               | Premier* (2)           |
| Tier IV (1)                | International* (4)     |
| Tier V (0)                 | International* (4)     |
| WTA Tour Championships (1) |                        |

* 2009-től megváltozott a tornák rendszere.

Az egymás mellett azonos színnel jelölt tornatípusok között nincs teljes mértékű megfelelés.
|     | Dátum               | Torna                                                   | Borítás    | Partner          | Ellenfelek a döntőben                         | Eredmény a döntőben |
| 1.  | 2003. április 5.    | Grand Prix de SAR La Princesse Lalla Meryem, Casablanca | Salak      | Ma. E. Salerni   | Henrieta Nagyová Olena Tatarkova              | 6–3, 6–4            |
| 2.  | 2005. október 9.    | AIG Japan Open Tennis Championships, Tokió              | Kemény     | Marija Kirilenko | Aszagoe Sinobu Maria Vento-Kabchi             | 7–5, 4–6, 6–3       |
| 3.  | 2005. október 16.   | PTT Bangkok Open, Bangkok                               | Kemény     | Aszagoe Sinobu   | Conchita Martínez Virginia Ruano Pascual      | 6–1, 7–5            |
| 4.  | 2005. október 30.   | Generali Ladies Linz, Linz                              | Kemény (f) | Květa Peschke    | Conchita Martínez Virginia Ruano Pascual      | 6–2, 6–3            |
| 5.  | 2006. február 26.   | Copa Colsanitas, Bogotá                                 | Salak      | Flavia Pennetta  | Szávay Ágnes Jasmin Wöhr                      | 7–6(1), 6–1         |
| 6.  | 2006. július 23.    | W & S Financial Group Women's Open, Cincinnati          | Kemény     | Ma. E. Camerin   | Marta Domachowska Szánija Mirza               | 6–4, 3–6, 6–2       |
| 7.  | 2009. január 16.    | Moorilla Hobart International, Hobart                   | Kemény     | Flavia Pennetta  | Aljona Bondarenko Katerina Bondarenko         | 6–2, 7–6(4)         |
| 8.  | 2009. július 11.    | Collector Swedish Open Women, Båstad                    | Salak      | Flavia Pennetta  | Nuria Llagostera Vives M. J. Martínez Sánchez | 6–2, 0–6, [10–5]    |
| 9.  | 2010. február 21.   | Copa Colsanitas, Bogotá                                 | Salak      | Gallovits Edina  | Olha Szavcsuk Nasztasszja Jakimava            | 6–2, 7–6(6)         |
| 10. | 2010. április 4.    | Sony Ericsson Open, Miami                               | Kemény     | Flavia Pennetta  | Nagyja Petrova Samantha Stosur                | 6–3, 4–6, [10–7]    |
| 11. | 2010. május 2.      | Porsche Tennis Grand Prix, Stuttgart                    | Salak      | Flavia Pennetta  | Květa Peschke Katarina Srebotnik              | 3–6, 7–6(3), [10–5] |
| 12. | 2010. május 8.      | Internazionali BNL d'Italia, Róma                       | Salak      | Flavia Pennetta  | Nuria Llagostera Vives M. J. Martínez Sánchez | 6–4, 6–2            |
| 13. | 2010. július 10.    | Collector Swedish Open Women, Båstad                    | Salak      | Flavia Pennetta  | Renata Voráčová B. Záhlavová-Strýcová         | 7–6(0), 6–0         |
| 14. | 2010. augusztus 22. | Rogers Cup, Montréal                                    | Kemény     | Flavia Pennetta  | Květa Peschke Katarina Srebotnik              | 7–5, 3–6, [12–10]   |
| 15. | 2010. október 24.   | Kreml Kupa, Moszkva                                     | Kemény (f) | Flavia Pennetta  | Sara Errani M. J. Martínez Sánchez            | 6–3, 2–6, [10–6]    |
| 16. | 2010. október 31.   | WTA Tour Championships, Doha                            | Kemény     | Flavia Pennetta  | Květa Peschke Katarina Srebotnik              | 7–5, 6–4            |
| 17. | 2011. január 28.    | Australian Open, Melbourne                              | Kemény     | Flavia Pennetta  | Viktorija Azaranka Marija Kirilenko           | 2–6, 7–5, 6–1       |

## Év végi világranglista-helyezései
| Év     | 2000 | 2001 | 2002 | 2003 | 2004 | 2005 | 2006 | 2007 | 2008 | 2009 | 2010 | 2011 | 2012 |
| Egyéni | 585. | 186. | 152. | 124. | 33.  | 27.  | 61.  | 38.  | 51.  | 37.  | 49.  | 68.  | 310. |
| Páros  | –    | 549. | 125. | 96.  | 34.  | 26.  | 29.  | 23.  | 132. | 27.  | 1.   | 9.   | 46.  |

## További Információk
- Gisela Dulko junior profilja az ITF oldalán (angolul)
- Gisela Dulko profilja a Billie Jean King-kupa oldalán (angolul)